# Pierre Héber-Suffrin
Pierre Héber-Suffrin, né en 1942 à Paris, est un philosophe français spécialiste de Nietzsche qui a consacré plusieurs ouvrages à celui-ci et à son œuvre majeure Ainsi parlait Zarathoustra.

## Biographie
Professeur de philosophie, il enseigne à la Maîtrise de Montmartre (Paris, XVIIIe arrondissement), puis au lycée des Cordeliers (Dinan), au lycée Saint-Joseph (Lamballe) et aux lycées l'Institution et la Providence (Saint-Malo).
Son premier ouvrage Le Zarathoustra de Nietzsche parait en 1988. Il traite du prologue d'Ainsi parlait Zarathoustra et sera traduit en arabe et en portugais brésilien.
Il obtient un doctorat en philosophie en 1992, avec une thèse portant sur la pensée de Nietzsche sur le mal dans Par-delà bien et mal, une étude de l’œuvre.
Après un ouvrage consacré à Nietzsche lui-même (1997), il publie sa thèse de doctorat sous le titre Une lecture de Par-delà le bien et mal : Anciennes et nouvelles valeurs chez Nietzsche (1999) .
En 2012 paraissent quatre livres de commentaires d' Ainsi parlait Zarathoustra où Pierre Héber-Suffrin commente respectivement les quatre parties de l’œuvre. Pour ce projet, il a travaillé avec le traducteur Hans Hildenbrand sur une nouvelle traduction d'Ainsi parlait Zarathoustra aux éditions Kimé.
Dans un article de Le Point en avril 2012, Michel Onfray écrit: « Pierre Héber-Suffrin le (Ainsi parlait Zarathoustra) rend limpide, clair, lumineux [...] (il) débarrasse Nietzsche de toutes les scories accumulées sur son nom depuis plus d'un siècle ».
Il travaille avec le Théâtre de l'Eternel retour et Smael Benabdelouhab à une théâtralisation d'Ainsi parlait Zarathoustra en cinq périodes (une pour le prologue de Zarathoustra, une pour chacune des parties).
En 2015 paraît une adaptation en bande dessinée d'Ainsi parlait Zarathoustra illustrée par Jean-Louis Lebrun. Pour Aurélia Vertaldi, journaliste au Figaro, cet ouvrage est « un exercice stimulant, aussi réussi que pédagogique ».

## Œuvres
- Le Zarathoustra de Nietzsche, PUF, 1992 (ISBN 978-2340018952)
- Introduction et notes pour La Naissance de la tragédie avec un lexique de la civilisation grecque, Christian Bourgois, Coll. 10/18, 1991  (ISBN 2 264-01447-4), 1998  (ISBN 2-264-02794-0)
- Nietzsche, Ellipses, 1997 (ISBN 978-2-7298-6743-0)
- Une lecture de Par-delà le bien et mal : Anciennes et nouvelles valeurs chez Nietzsche, Ellipses, 1999 (ISBN 978-2-7298-5842-1)
- Lecture d'Ainsi parlait Zarathoustra : Tome 1, De la vertu sommeil à la vertu éveil, Paris, Kimé, 2012, 269 p. (ISBN 978-2-84174-580-7)
- Lecture d'Ainsi parlait Zarathoustra : Tome 2, A la recherche d'un sauveur, Paris, Kimé, 2012, 214 p. (ISBN 978-2-84174-586-9)
- Lecture d'Ainsi parlait Zarathoustra : Tome 3, Penser, vouloir et dire l'éternel retour, Paris, Kimé, 2012, 222 p. (ISBN 978-2-84174-587-6)
- Lecture d'Ainsi parlait Zarathoustra : Tome 4, Au secours des hommes supérieurs, Paris, Kimé, 2012, 192 p. (ISBN 978-2-84174-589-0)
- Un Marin, un Martiniquais, notre grand-père, Paris, L'Harmattan, 2014, 182 p. (ISBN 978-2-343-02806-4)
- Introduction au Zarathoustra de Nietzsche, Paris, Kimé, 2015, 132 p. (ISBN 978-2-84174-691-0)
- Nietzsche : Ainsi parlait Zarathoustra, t. 1, GD Editions, 2015, 72 p. (ISBN 978-2-912598-27-1) - bande dessinée (texte : Pierre Héber-Suffrin - illustrations : Jean-Louis Lebrun)
- Nietzsche : Ainsi parlait Zarathoustra, t. 2, GD Editions, 2017, 72 p. (ISBN 979-10-96167-07-4) - bande dessinée (texte : Pierre Héber-Suffrin - illustrations : Jean-Louis Lebrun)
- Correspondance Nietzsche : Wagner  (trad. de l'allemand), Paris, Kimé, 2018, 200 p. (ISBN 978-2-84174-877-8) - (traduction : Hans Hildenbrand - présentation : Pierre Héber-Suffrin)